# Gorguts
Gorguts ist eine Death-Metal-Band aus Québec, Kanada.

## Bandgeschichte
Die Band wurde 1989 gegründet. Durch ihr einziges Demomaterial …And Then Comes Lividity erhielt sie einen Plattenvertrag bei Roadrunner Records. Nach dem zweiten Album und der Trennung von Roadrunner Records löste sich Gorguts auf. 1998 kehrte der Sänger Luc Lemay mit einer neuen Besetzung zurück. Es wurden zwei weitere Alben aufgenommen und über Olympic Records veröffentlicht. Nach dem Suizid des Schlagzeugers Steve MacDonald löste sich die Band erneut auf. Einige der ehemaligen Mitglieder gründeten eine neue Band mit dem Namen Negativa, welche sich nach einer viel beachteten EP wieder auflöste. Seit Dezember 2008 sind Gorguts wieder aktiv, 2013 erschien das Album Colored Sands.

## Diskografie
- 1990: …And Then Comes Lividity (Demo)
- 1991: Considered Dead
- 1993: The Erosion of Sanity
- 1998: Obscura
- 2001: From Wisdom to Hate
- 2003: …And Then Comes Lividity / Demo Anthology (Wiederveröffentlichung/Best-of)
- 2006: Live in Rotterdam (Live)
- 2013: Colored Sands
- 2016: Pleiades’ Dust (EP)